# Rainiharo

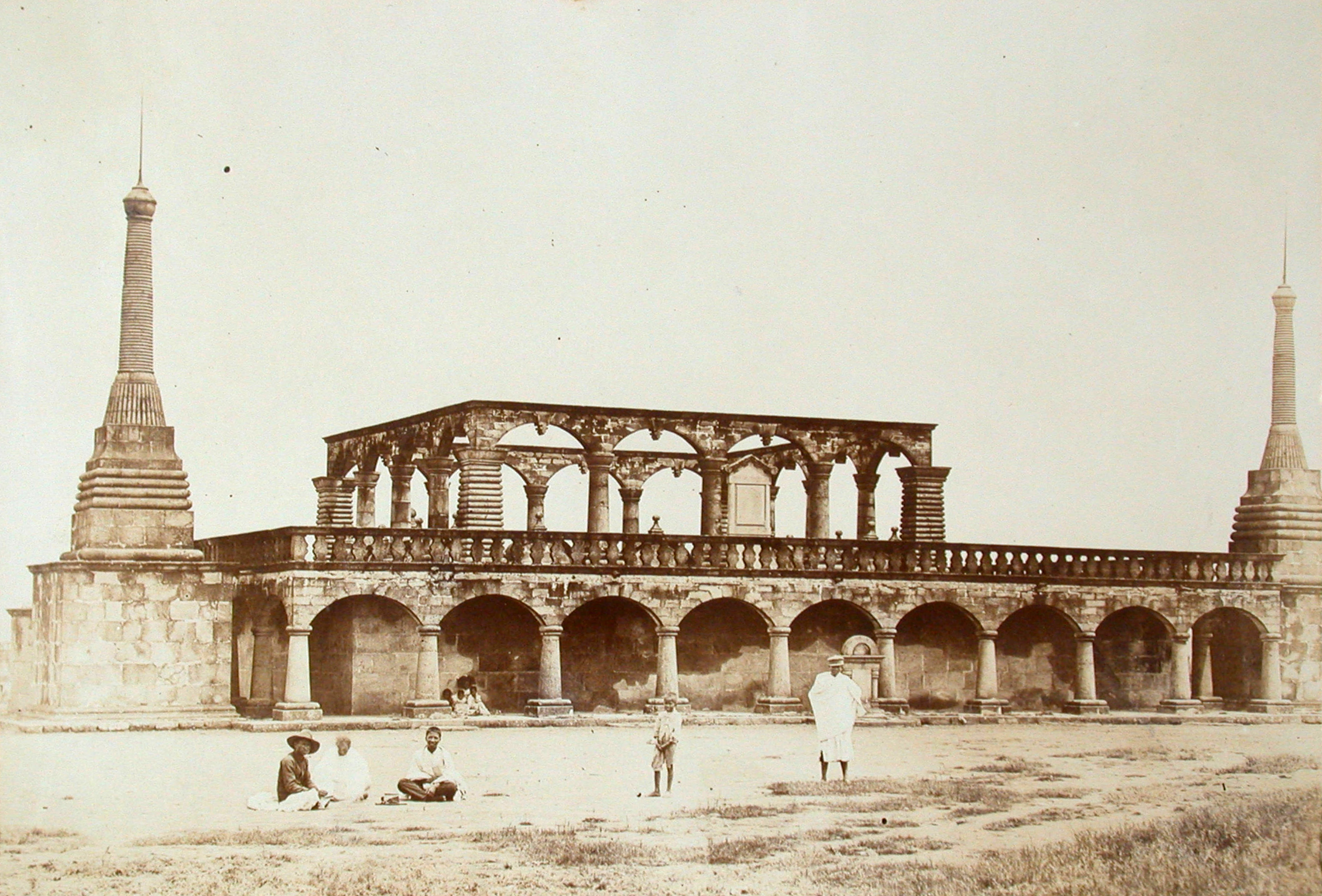
Grabanlage von Rainiharo (um 1900)

Rainiharo († 10. Februar 1852) war von 1833 bis 1852 Premierminister des Königreiches von Madagaskar.
Er stammte aus dem Hochadel des Merina - Volkes und machte eine militärische Karriere und war in zweiter Ehe mit der Königin Ranavalona I. verheiratet. Seine Söhne Rainivoninahitriniony und Rainilaiarivony wurden seine Nachfolger im Amt des Regierungschefs und Oberbefehlshabers der Armee. Rainiharo unterstützte die Alt-Hova-Partei, welche den Einfluss europäischer Staaten und Lebensweise zurückdrängen wollte.
Im Amt des Premierministers versuchte er die Kolonialisierung durch Frankreich oder England zu verhindern. Christenverfolgungen und die Vertreibung von nahezu allen Ausländern (besonders der christlichen Missionare) sollten dieses Vorhaben unterstützen.